# Now, We Are Breaking Up
Now, We Are Breaking Up (en hangul, 지금, 헤어지는 중입니다; romanización revisada, Jigeum, Heeojineun Jungibnida), es una serie de televisión surcoreana transmitida del 12 de noviembre de 2021 hasta el 8 de enero de 2022 a través de la SBS.

## Sinopsis
La serie cuenta las historias de amor y rupturas de un grupo de personas que trabajan dentro de la industria de la moda.
Ha Young-eun es la inteligente, autodisciplinada y moderna líder del equipo de diseño de una empresa de modas llamada "The One". Es una mujer realista pero de corazón frío que antepone la estabilidad a todo lo demás. Mientras que Yoon Jae-kook es un popular fotógrafo independiente que parece tenerlo todo: inteligencia, riqueza y apariencia.
Por otro lado, Hwang Chi-sook, la directora del equipo de diseño de la empresa de modas y Seok Do-hoon es un experimentado director ejecutivo de una empresa de relaciones públicas.

## Reparto

### Personajes principales
- Song Hye-kyo como Ha Young-eun, la realista, moderna e inteligente directora del equipo de diseño de la compañía de moda "The One".[8][9]
- Jang Ki-yong como Yoon Jae-kook, un atractivo, inteligente, rico y popular fotógrafo independiente.[10][11]
- Choi Hee-seo como Hwang Chi-sook, la directora del equipo de diseño en "The One". Es amiga cercana de Ha Young-eun y Jeon Mi-sook..[12]
- Kim Joo-heon como Seok Do-hoon, un experto CEO y representante de "Vision PR", la talentosa empresa de relaciones públicas. Más tarde comienza una relación con Chi-sook.[13]
- Park Hyo-joo como Jeon Mi-sook, la mejor amiga de Chi-sook y Young-eun, así como la esposa de Kwak Soo-ho.
- Yoon Na-moo como Kwak Soo-ho, el esposo de Mi-sook y compañero de trabajo de Do-hoon en "Vision PR".

### Personajes secundarios

#### Familiares
- Nam Ki-ae como Kang Jung-ja, la amorosa madre de Young-eun, una mujer que aún después de convertirse en madre a una edad temprana, todavía tiene un sueño en su corazón.[14]
- Choi Hong-il como Ha Taek-soo, el padre de Young-eun y subdirector de la escuela secundaria que se encuentra a un mes de la jubilación.
- Cha Hwa-yeon como Min Hye-ok, la madre de Jae-kook, una mujer amable y humilde pero con cicatrices.[15]
- Shin Dong-wook como Yoon Soo-wan, el hermano mayor de Jae-kook, quien murió en un accidente hace 10 años. Salió con Young-eun.
- Joo Jin-mo como el señor Hwang, el padre de Hwang Chi-sook y Hwang Chi-hyung, así como el director ejecutivo de "The One".
- Sehun como Hwang Chi-hyung, el hijo del director Hwang y hermano menor de Chi-sook. Es un nuevo diseñador dentro del equipo de diseño en "The One".[16]
- Lee Jung-kil como Yoon Sung-cheol, el padre de Jae-kook.
- Noh Ha-yeon como Kwak Ji-min, la pequeña hija de Soo-ho.
- Park Hye-jin como la madre de Soo-ho (Ep. 7, 12).

#### Empleados en "The One"
- Jang Hyuk-jin como Ko Kwang-soo, el jefe del departamento de producción de "The One".
- Kim Bo-jung como Nam Na-ri, la responsable del equipo Sono en "The One".[17]
- Moon Joo-yeon como Ahn Sun-joo, la diseñadora del equipo de Ha Young-eun en Sono, una joven honesta con sus sentimientos y deseos, los cuales expresa de inmediato.
- Shin Ha-young como Jung So-young, la miembro más joven del equipo Sono en "The One".[18][19]
- Lee Joo-myung como Nam Na-ri, una empleada de "The One". Confía y sigue a Young-eun.[20]
- Kim Do-geon como Jimmy, el modelo de publicidad casual masculino de "The One".

#### Empleados en "Vision PR"
- Ki Eun-se como Seo Min-kyung, la vicepresidenta del equipo de marketing de "Vision PR".

#### Empleados en "Clair Marie"
- Song Yoo-hyun como Oh In-ah, la jefa del equipo de diseño de 'Lamont', la segunda marca de "The One".[21]
- Yoon Jung-hee como Shin Yoo-jung, una influencer con más de 600.000 seguidores en Instagram y la única hija del presidente de la corporación "Hills Group".[22]
- Moon Ah-ram como Song Hyun-joo.
- Choi Hyo-eun como Lee Sung-min, una miembro del equipo Clair Marie.

### Otros personajes
- Park Bo-kyung como Choi Ji-yeon, una antigua colega de Young-eun en "The One" y actual dueña de un bar "LP", el cual se convierte en el escondite de Young-eun.[23]
- Kim Young-ah como Choi Hee-ja, una persona muy cercana y especial que ha estado trabajando con Young-eun durante mucho tiempo.
- Kim Kkot-bi como una instructora de cocina (Ep. 1).
- Kim Bi-bi como una instructora de cocina (Ep. 1).
- Shin Ye-on como una mujer con Jimmy (Ep. 1).
- Jeon Joon-woo un miembro de Vision PR (Ep. 1).
- Kim Oh-bok un miembro de (Ep. 1).
- Kyung Ki-hyun como un repartidor en moto (Ep. 2).
- Kang Ro-chae como Ha Yoon-mi (Ep. 3).
- Song Chang-kyoo como un taxista (Ep. 3).
- Yong Jin como un trabajador en la parada de autobús (Ep. 3).
- Kim Min-soo como un ejecutivo de la tienda del departamento de Hills (Ep. 4).
- Jung Hyun-seok como un ejecutivo de la tienda del departamento de Hills (Ep. 4).
- Park Sun-young como una vendedora de la tienda del departamento de Hills (Ep. 4).
- Cheon So-ra como la secretaria del señor Hwang (Ep. 4, 7).
- Han Gap-soo como un doctor (Ep. 5).
- Park Eun-young como una trabajadora de fábrica (Ep. 5).
- Choi Nam-wook como un trabajador de fábrica (Ep. 5).
- Oh Ki-hwan como un miembro del equipo de seguridad (Ep. 5, 12).
- Jwa Chae-won como una recepcionista del hospital (Ep. 5).
- Lee Jae-joon como Pete Park (Ep. 6).
- Hong Roo-hyun una empleada del departamento de telas (Ep. 6).
- Seol Chang-hee como un doctor (Ep. 6).
- Park Sang-hyun como una cajera del banco (Ep. 7).
- Lee Do-yeop como Choi Kyung-chan, el presidente de la tienda departamental Hills (Ep. 8, 13).[24]
- Kim Sung-yong como un ejecutivo (Ep. 8).
- Shin Seung-hwan como el agente de Yang Eun-hee (Hye-rin).
- Nam Jung-woo como el amigo de Soo-wan (Ep. 9).
- Lee Ji-hae como una empleada (Ep. 10)
- Choi Moo-in como el gerente de la fábrica (Ep. 10-11).
- Kwon Ban-seok como un empleado (Ep. 11-12).
- Bae Sung-il como el asesor de Due (Ep. 11-12).
- Park Mi-sook como Kim Seo-hyun, la editora en jefe (Ep. 13-14).
- Lee Ki-seob como un arquitecto de interiores (Ep. 14).
- Kim Tae-hoon como un empleado (Ep. 14).
- Im Jae-geun como un empleado.
- Son Seung-heon como un empleado (Ep. 15).
- Kim Jong-ho como un cliente de "Woori Photo" (Ep. 14).
- Kim Jung-young como una costurera (Ep. 15).
- Lee Jung-yool como un vecino (Ep. 15).
- Jung Kang-ji como el señor Park (Ep. 16).
- Huh Sun-haeng como un miembro de la imprenta (Ep. 16).
- Kim Nam-jin como una proveedora (Ep. 16).

### Apariciones especiales
- Yoora como Yang Eun-hee (Hye-rin), una celebridad de moda que cuenta con numerosos seguidores.[25][26]
- Kim Hyun-mok como un estafador (Ep. 5).
- Hyun Ji-shin como una modelo (Ep. 12).
- Hwang Chansung como Kim Soo-min (Ep. 16).

## Episodios
La serie conformada por dieciséis episodios, fueron emitidos del 12 de noviembre de 2021 al 8 de enero de 2022 todos los viernes y sábados a las 22:00 (Huso horario de Corea (KST).
El 12 de noviembre de 2021, los productores del drama anunciaron que el primer episodio de la serie tendrá una calificación de 19+ (clasificado para mayores de 19 años).

### Índice de audiencia
Los números en color rojo indican las calificaciones más bajas, mientras que los números en azul indican las calificaciones más altas.
| Episodio | Fecha de emisión        | Participación promedio de audiencia | Participación promedio de audiencia | Participación promedio de audiencia |
| Episodio | Fecha de emisión        | Nielsen Korea                       | Nielsen Korea                       | TNmS                                |
| Episodio | Fecha de emisión        | Nacional                            | Seúl                                | Nacional                            |
| -------- | ----------------------- | ----------------------------------- | ----------------------------------- | ----------------------------------- |
| 1        | 12 de noviembre de 2021 | 6.4 % (8.ª)                         | 6.6 % (7.ª)                         | NA                                  |
| 2        | 13 de noviembre de 2021 | 8.0 % (3.ª)                         | 9.0 % (3.ª)                         | 6.8 % (4.ª)                         |
| 3        | 19 de noviembre de 2021 | 7.3 % (7.ª)                         | 7.3 % (6.ª)                         | 5.5 % (12.ª)                        |
| 4        | 20 de noviembre de 2021 | 7.9 % (2.ª)                         | 8.5 % (2.ª)                         | 5.7 % (14.ª)                        |
| 5        | 26 de noviembre de 2021 | 7.0 % (9.ª)                         | 7.5 % (6.ª)                         | 5.3 % (14.ª)                        |
| 6        | 27 de noviembre de 2021 | 7.6 % (4.ª)                         | 8.4 % (3.ª)                         | N/A                                 |
| 7        | 3 de diciembre de 2021  | 6.4 % (10.ª)                        | 6.9 % (9.ª)                         | N/A                                 |
| 8        | 4 de diciembre de 2021  | 6.9 % (8.ª)                         | 7.4 % (6.ª)                         | 5.0 %(14.ª)                         |
| 9        | 10 de diciembre de 2021 | 6.9 % (10.ª)                        | 7.5 % (8.ª)                         | 5.2 % (13.ª)                        |
| 10       | 11 de diciembre de 2021 | 6.8 % (9.ª)                         | 7.5 % (8.ª)                         | 5.4 % (16.ª)                        |
| 11       | 17 de diciembre de 2021 | 6.5 % (13.ª)                        | 6.9 % (13.ª)                        | 4.4 % (19.ª)                        |
| 12       | 24 de diciembre de 2021 | 5.7 % (14.ª)                        | 6.3 % (11.ª)                        | N/A                                 |
| 13       | 25 de diciembre de 2021 | 4.9 % (20.ª)                        | 5.5 % (11.ª)                        | N/A                                 |
| 14       | 1 de enero de 2022      | 4.2 % (22nd)                        | 4.6 % (19.ª)                        | N/A                                 |
| 15       | 7 de enero de 2022      | 6.8 % (12.ª)                        | 6.8 % (12.ª)                        | 5.3 % (14.ª)                        |
| 16       | 8 de enero de 2022      | 6.7 % (10.ª)                        | 7.1 % (8.ª)                         | 4.9 % (14.ª)                        |
| Promedio | Promedio                | 6.6 %                               | 7.1 %                               | —                                   |

## Banda sonora
El OST de la serie está conformado por las siguientes canciones:

### Parte 1
| No. | Intérprete                       | Canción                               | Letra                           | Música                          | Duración |
| --- | -------------------------------- | ------------------------------------- | ------------------------------- | ------------------------------- | -------- |
| 1   | 20 Years of Age (Hwang Dae-hyun) | "The Season Called You" (너라는 계절) | U.je, ZigZag Note y Eunjong Noh | ZigZag Note, Eunjong Noh y U.je | 3:42     |
| 2   |                                  | "The Season Called You" (Inst.)       | -                               | ZigZag Note, Eunjong Noh y U.je | 3:42     |

### Parte 2
| No. | Intérprete | Canción                        | Letra                                  | Música                   | Duración |
| --- | ---------- | ------------------------------ | -------------------------------------- | ------------------------ | -------- |
| 1   | Lee Hi     | "Hold My Hand" (손을 잡아줘요) | Jang Hee-won y Enchanter (de Who Am I) | Jang Hee-won y Enchanter | 3:30     |
| 2   |            | "Hold My Hand" (Inst.)         | -                                      | Jang Hee-won y Enchanter | 3:30     |

### Parte 3
| No. | Intérpretes | Canción                         | Letra                                   | Música                      | Duración |
| --- | ----------- | ------------------------------- | --------------------------------------- | --------------------------- | -------- |
| 1   | Davichi     | "The Only Reason" (오로지 그대) | Kim Chang-rak y Kim Soo-bin (de AIMING) | Kim Chang-rak y Kim Soo-bin | 4:03     |
| 2   |             | "The Only Reason" (Inst.)       | -                                       | Kim Chang-rak y Kim Soo-bin | 4:03     |

### Parte 4
| No. | Intérpretes     | Canción                                                                         | Letra        | Música                                | Duración |
| --- | --------------- | ------------------------------------------------------------------------------- | ------------ | ------------------------------------- | -------- |
| 1   | Jung Seung-hwan | "The Green Season Doesn't Mean Anything To Me" (푸르른 계절도 내겐 의미 없어요) | Han Kyungsoo | Kyungsoo Han y Dohyeong Lee (de Lohi) | 4:49     |
| 2   |                 | "The Green Season Doesn't Mean Anything To Me" (Inst.)                          | -            | Kyungsoo Han y Dohyeong Lee           | 4:49     |

### Parte 5
| No. | Intérpretes  | Canción              | Letra                                   | Música                      | Duración |
| --- | ------------ | -------------------- | --------------------------------------- | --------------------------- | -------- |
| 1   | Song Yoo-jin | "I Miss You"         | Kim Chang-rak y Kim Soo-bin (de AIMING) | Kim Chang-rak y Kim Soo-bin | 4:13     |
| 2   |              | "I Miss You" (Inst.) | -                                       | Kim Chang-rak y Kim Soo-bin | 4:13     |

### Parte 6
| No. | Intérprete      | Canción        | Letra    | Música   | Duración |
| --- | --------------- | -------------- | -------- | -------- | -------- |
| 1   | Car, the Garden | "Stay"         | Park Sol | Park Sol | 4:01     |
| 2   |                 | "Stay" (Inst.) | -        | Park Sol | 4:01     |

### Parte 7
| No. | Intérpretes              | Canción          | Letra | Música                                 | Duración |
| --- | ------------------------ | ---------------- | ----- | -------------------------------------- | -------- |
| 1   | Lee Min-hyuk & Bora Miyu | "Ing..."         | Hana  | YEJUN y Lee Ha-eun (de Psycho Tension) | 4:00     |
| 2   |                          | "Ing..." (Inst.) | -     | YEJUN y Lee Ha-eun                     | 4:00     |

### Parte 8
| No. | Intérpretes  | Canción              | Letra                   | Música                  | Duración |
| --- | ------------ | -------------------- | ----------------------- | ----------------------- | -------- |
| 1   | Urban Zakapa | "Between Us"         | Kwon Soonil y James Son | Kwon Soonil y James Son | 4:01     |
| 2   |              | "Between Us" (Inst.) | -                       | Kwon Soonil y James Son | 4:01     |

### Parte 9
| No. | Intérprete | Canción                              | Letra         | Música                         | Duración |
| --- | ---------- | ------------------------------------ | ------------- | ------------------------------ | -------- |
| 1   | Lee Mu-jin | "Come Rest With Me" (그대 잠시 내게) | Jeon Geun-hwa | Jeon Geun-hwa y Jeong Jin-wook | 4:07     |
| 2   |            | "Come Rest With Me" (Inst.)          | -             | Jeon Geun-hwa y Jeong Jin-wook | 4:07     |

### Parte 10
| No. | Intérpretes        | Canción                          | Letra  | Música  | Duración |
| --- | ------------------ | -------------------------------- | ------ | ------- | -------- |
| 1   | Baekho (de NU'EST) | "Because I am You" (나는 너라서) | Baekho | Jeon-ni | 3:35     |
| 2   |                    | "Because I am You" (Inst.)       | -      | Jeon-ni | 3:35     |

### Parte 11
| No. | Intérprete | Canción                       | Letra         | Música             | Duración |
| --- | ---------- | ----------------------------- | ------------- | ------------------ | -------- |
| 1   | Shorelle   | "When We're Together"         | Michele Wylen | Kim Ji-soo e Isaac | 3:47     |
| 2   |            | "When We're Together" (Inst.) | -             | Kim Ji-soo e Isaac | 3:47     |

## Premios y nominaciones
| Año  | Categoría                                                             | Premio               | Nominado(a)                 | Resultado |
| ---- | --------------------------------------------------------------------- | -------------------- | --------------------------- | --------- |
| 2021 | Gran Premio (Daesang)                                                 | 2021 SBS Drama Award | Song Hye-kyo                | Nominada  |
| 2021 | Premio a la gran excelencia, actor en miniserie de comedia romántica  | 2021 SBS Drama Award | Jang Ki-yong                | Nominado  |
| 2021 | Premio a la gran excelencia, actriz en miniserie de comedia romántica | 2021 SBS Drama Award | Song Hye-kyo                | Nominada  |
| 2021 | Premio a la excelencia, actor en miniserie de comedia romántica       | 2021 SBS Drama Award | Kim Joo-hun                 | Ganó      |
| 2021 | Premio a la excelencia, actriz en miniserie de comedia romántica      | 2021 SBS Drama Award | Choi Hee-seo                | Nominada  |
| 2021 | Mejor actor de reparto en miniserie de comedia romántica              | 2021 SBS Drama Award | Jang Hyuk-jin               | Nominado  |
| 2021 | Mejor actriz de reparto en miniserie de comedia romántica             | 2021 SBS Drama Award | Park Hyo-joo                | Ganó      |
| 2021 | Mejor pareja'                                                         | 2021 SBS Drama Award | Jang Ki-yong y Song Hye-kyo | Nominados |
| 2021 | Mejor actriz de reparto                                               | 2021 SBS Drama Award | Choi Hee-seo                | Nominada  |

## Producción
La serie fue creada por Studio S (de la SBS) y Gline & Kang Eun-kyung, dirigida por Lee Gil-bok, escrita por Je In y producida por Ahn Je-hyun, Shin Sang-yoon y Jeong Cheol-seung.
Originalmente el papel principal se le había ofrecido a la actriz Soo Ae, sin embargo luego de que declinara la oferta, el papel se le ofreció a la actriz Song Hye-kyo.
Las filmaciones comenzaron en abril de 2021, mientras que la lectura del guion fue realizada ese mismo año.

### Distribución internacional
El 1 de junio de 2021 la SBS anunció que los derechos de transmisión del drama, se habían vendido a Japón.
Por otro lado, Viu anunció que transmitiría la serie como parte de Viu Original Series en noviembre, luego de sus lanzamientos anteriores de las series River Where the Moon Rises y Doom at Your Service.
Samhwa Networks anunció que había vendido los derechos de transmisión a la empresa matriz de Viu, PCCW Media, a los territorios de Asia y MENA, excepto Corea, Japón y China hasta el 4 de agosto de 2031.

### Recepción
El 16 de noviembre de 2021, Good Data Corporation compartió su nueva clasificación de los dramas y miembros del elenco que generaron más revuelo durante la semana. Las listas se compilaron a partir del análisis de artículos de noticias, publicaciones de blogs, comunidades en línea, videos y publicaciones en redes sociales sobre los dramas que están actualmente al aire o que saldrán al aire próximamente. Antes de su estreno, la serie obtuvo el puesto número 2 en la lista de dramas, más comentados de la semana. Mientras que los actores Song Hye-kyo y Jang Ki-yong ocuparon los puestos 1 y 2 respectivamente dentro de los diez miembros del elenco más comentados de la semana.
El 23 de noviembre de 2021, Good Data Corporation compartió su nueva clasificación de los dramas y miembros del elenco que generaron más revuelo durante la semana. Las listas se compilaron a partir del análisis de artículos de noticias, publicaciones de blogs, comunidades en línea, videos y publicaciones en redes sociales sobre los dramas que están actualmente al aire o que saldrán al aire próximamente. Antes de su estreno, la serie obtuvo el puesto número 3 en la lista de dramas, más comentados de la semana. Mientras que los actores Song Hye-kyo y Jang Ki-yong ocuparon los puestos 1 y 4 respectivamente dentro de los diez miembros del elenco más comentados de la semana.
El 30 de noviembre de 2021, Good Data Corporation compartió su nueva clasificación de los dramas y miembros del elenco que generaron más revuelo durante la semana. Las listas se compilaron a partir del análisis de artículos de noticias, publicaciones de blogs, comunidades en línea, videos y publicaciones en redes sociales sobre los dramas que están actualmente al aire o que saldrán al aire próximamente. La serie obtuvo el puesto número 4 en la lista de dramas, más comentados de la semana. Mientras que los actores Song Hye-kyo y Jang Ki-yong ocuparon los puestos 3 y 6 respectivamente dentro de los diez miembros del elenco más comentados de la semana.
El 7 de diciembre de 2021, Good Data Corporation compartió su nueva clasificación de los dramas y miembros del elenco que generaron más revuelo durante la semana. Las listas se compilaron a partir del análisis de artículos de noticias, publicaciones de blogs, comunidades en línea, videos y publicaciones en redes sociales sobre los dramas que están actualmente al aire o que saldrán al aire próximamente. La serie obtuvo el puesto número 5 en la lista de dramas, más comentados de la semana. Mientras que la actriz Song Hye-kyo ocupó el puesto número 3 dentro de los diez miembros del elenco más comentados de la semana.
El 14 de diciembre de 2021, Good Data Corporation compartió su nueva clasificación de los dramas y miembros del elenco que generaron más revuelo durante la semana. Las listas se compilaron a partir del análisis de artículos de noticias, publicaciones de blogs, comunidades en línea, videos y publicaciones en redes sociales sobre los dramas que están actualmente al aire o que saldrán al aire próximamente. La serie ocupó nuevamente el puesto número 5 en la lista de dramas, más comentados de la semana. Mientras que la actriz Song Hye-kyo ocupó nuevamente el puesto número 3 dentro de los diez miembros del elenco más comentados de la semana.
El 28 de diciembre de 2021, Good Data Corporation compartió su nueva clasificación de los dramas y miembros del elenco que generaron más revuelo durante la semana. Las listas se compilaron a partir del análisis de artículos de noticias, publicaciones de blogs, comunidades en línea, videos y publicaciones en redes sociales sobre los dramas que están actualmente al aire o que saldrán al aire próximamente. La serie obtuvo el puesto número 10 en la lista de dramas, más comentados de la semana.
El 11 de enero de 2022, Good Data Corporation compartió su nueva clasificación de los dramas y miembros del elenco que generaron más revuelo durante la semana. Las listas se compilaron a partir del análisis de artículos de noticias, publicaciones de blogs, comunidades en línea, videos y publicaciones en redes sociales sobre los dramas que están actualmente al aire o que saldrán al aire próximamente. La serie obtuvo el puesto número 8 en la lista de dramas, más comentados de la semana. Mientras que la actriz Song Hye-kyoo ocupó el puesto 5 dentro de los diez miembros del elenco más comentados de la semana.